# Liste der Bodendenkmale in Jämlitz-Klein Düben
In der Liste der Bodendenkmale in Jämlitz-Klein Düben sind alle Bodendenkmale der brandenburgischen Gemeinde Jämlitz-Klein Düben und ihrer Ortsteile aufgelistet. Grundlage ist die Veröffentlichung der Landesdenkmalliste mit dem Stand vom 31. Dezember 2020.
Die Baudenkmale sind in der Liste der Baudenkmale in Jämlitz-Klein Düben aufgeführt.
|   | Gemarkung          | Flur | Kurzansprache                                                                                      | Bodendenkmalnummer | Bemerkung | Bild |
| - | ------------------ | ---- | -------------------------------------------------------------------------------------------------- | ------------------ | --------- | ---- |
| 1 | Jämlitz (Lage)     | 1, 2 | Dorfkern Neuzeit                                                                                   | 120455             |           |      |
| 2 | Klein Düben (Lage) | 1    | Turmhügel deutsches Mittelalter, Schloss Neuzeit, Dorfkern deutsches Mittelalter, Dorfkern Neuzeit | 120688             |           |      |
| 2 | Klein Düben (Lage) | 1    | Gräberfeld Bronzezeit, Gräberfeld Eisenzeit                                                        | 120703             |           |      |